# Списак епизода серије Футурама
Футурама је америчка анимирана телевизијска серија коју је створио Мет Грејнинг. Завршно са седмом сезоном, емитовано је 140 епизода. Премијера осме сезоне биће приказана 24. јула 2023.

## Преглед серије
| Сезона | Сезона | Епизоде | Епизоде | Оригинално емитовање | Оригинално емитовање |
| Сезона | Сезона | Епизоде | Епизоде | Премијера            | Финале               |
| ------ | ------ | ------- | ------- | -------------------- | -------------------- |
|        | 1.     | 13      | 13      | 28. март 1999.       | 14. новембар 1999.   |
|        | 2.     | 19      | 19      | 21. новембар 1999.   | 3. децембар 2000.    |
|        | 3.     | 22      | 22      | 21. јануар 2001.     | 8. децембар 2002.    |
|        | 4.     | 18      | 18      | 10. фебруар 2002.    | 10. август 2003.     |
|        | 5.     | 16      | 16      | 23. март 2008.       | 30. август 2009.     |
|        | 6.     | 26      | 13      | 24. јун 2010.        | 21. новембар 2010.   |
|        | 6.     | 26      | 13      | 23. јун 2011.        | 8. септембар 2011.   |
|        | 7.     | 26      | 13      | 20. јун 2012.        | 29. август 2012.     |
|        | 7.     | 26      | 13      | 19. јун 2013.        | 4. септембар 2013.   |
|        | 8.     | 10      | 10      | 24. јул 2023.        | 25. септембар 2023.  |
|        | 9.     | 10      | 10      | 29. јул 2024.        | 30. септембар 2024.  |